# 2009. február 21-i konzisztórium
A 2009. február 21-i konzisztóriumot XVI. Benedek pápa hívta össze. Ezen a konzisztóriumon 10 boldog szenttéavatási határozatát hirdette ki.

## Szenttéavatási határozatok
- Zygmunt Szczḙsny Feliṅski püspök és rendalapító
- Arcangelo Tadini pap és rendalapító
- Francisco Coll y Guitart domonkos pap és rendalapító
- Jozef Damian de Veuster pap
- Bernardo Tolomei apát és rendalapító
- Rafael Arnáiz Barón szerzetes
- Nuno de Santa Maria Álvares Pereira karmelita szerzetes
- Gertrude (Caterina) Comensoli szűz és rendalapító
- Marie de la Croix (Jeanne) Jugan szűz és rendalapító
- Caterina Volpicelli szűz és rendalapító

A konzisztórium során a pápa elrendelte, hogy a tíz új szent 2009. április 26-án és 2009. október 11-én kerüljön fel a szentek névsorába.